# 흄 크로닌
흄 크로닌(Hume Cronyn, OC, 1911년 7월 18일~2003년 6월 15일)은 캐나다의 배우이다.

## 서훈
- 1988년 캐나다 훈장 오피서(OC)